# Суперетнос
Супере́тнос (супер- + грец. ἔθνος, «народ») — в пасіонарній теорії етногенезу, етнічна система, вища ланка етнічної ієрархії, що складається з кількох етносів, які виникли одночасно в одному ландшафтному регіоні, взаємопов'язані економічним, ідеологічним і політичним спілкуванням і виступають в історії як мозаїчна цілісність.
Лев Гумільов щодо суперетносу писав: «Подібно до етносу, суперетнос від імені своїх представників протиставляє себе решті суперетносів, але, на відміну етносу, суперетнос неспроможний до дивергенції. Суперетнос визначається не розміром, не міццю, а виключно ступенем міжетнічної близькості».

## Суперетноси в історії (за Л.М.Гумільовим)
- Візантійський суперетнос
- Мусульманський (Ісламський, Арабський) суперетнос
- Християнський (Західноєвропейський) суперетнос
- Слов'янський суперетнос